# اضطرابات مظفرنغر 2013
أسفرت الاشتباكات بين الجاليات الهندوسية والمسلمة في منطقة مظفر نجار التابعة لولاية أتر برديش الهندية في الفترة ما بين شهري أغسطس وسبتمبر من عام 2013 عن مقتل ما يزيد عن 62 شخصًا بينهم 42 مسلم، و20 هندوسيًا، وجرح 93 آخرين، وتشريد ما يزيد عن 50 ألف شخص. كانت الأرقام الدقيقة حول الخسائر البشرية في هذه الاشتباكات موضعًا للكثير من الجدل. تقترح دعوى المصلحة العامة التي رفعها، محمد هارون، أحد ضحايا العنف الناتج عن أعمال الشغب، بأن عدد الوفيات فاق 200 شخص. بحلول يوم 17 سبتمبر من نفس العام، رُفع حظر التجول عن جميع المناطق المتضررة من أعمال الشغب وانسحبت منها قوات الجيش.
وُصفت أعمال شغب عام 2013 بأنها «أسوأ أعمال عنف تشهدها ولاية أتر برديش في التاريخ الحديث»، إذ انتشرت قوات الجيش في الولاية للمرة الأولى منذ عشرين عامًا.
ألقت المحكمة العليا في الهند، أثناء عقد جلسات الاستماع المتعلقة بأعمال الشغب، القبضَ على رئيس حزب ساماجوادي، أكيليش ياداف، الذي وُجهت إليه في بادئ الأمر التهمَ في إهمال مهامه في الحيلولة دون وقوع حوادث العنف، وأمرت بإلقاء القبض الفوري على جميع المتهمين بغض النظر عن انتماءاتهم السياسية. اعتبرت المحكمة العليا أيضًا الحكومة المركزية مسؤولة عن أعمال العنف، لفشلها في تقديم مساهمات استخباراتية لحكومة الولاية، التي كانت تحت حكم حزب ساماجوادي، في الوقت المناسب، من أجل إطلاق التحذيرات اللازمة.

## الصدامات الأولية
في 21 أغسطس من عام 2013، تم الإبلاغ عن وجود مواجهات طائفية في منطقة مظفر نجار، وسجلت الشرطة دعاوى ضد 150 شخصًا احتجزت منهم 14. نمت الاشتباكات بين المسلمين والهندوس الزط في منطقتي شاملي ومظفر نجار في 27 أغسطس من عام 2013. يعتبر السبب الأصلي وراء اشتعال أعمال الشغب محل خلاف للكثيرين، لكنه يتعلق إلى حد كبير، ووفق ادعاءات الطرفين، بالمجتمعات المحلية المتضررة. تراوحت الأسباب وراء اشتعال أعمال الشغب بين حادث مروري، وحادثة تعرض بعض النسوة للمضايقة. كان السبب وراء اشتعال الصدامات، وفقًا للنسخة الأولى من الرواية، هو حادث مروري بسيط اشتمل على بعض الشبان، وخرج الأمر في نهاية المطاف عن السيطرة متحولًا إلى صراع ديني. أما في النسخة الثانية، فيعود السبب في اشتعال أعمال الشغب إلى ادعاء فتاة تنتمي لجماعة الزط الهندوسية بأنها تعرضت لمضايقات من قبل شبان مسلمين في قرية كوال. قام اثنين من أقارب الفتاة الهندوسية، الشقيقان ساشين سينغ وجوراف سينغ، ردًا على حادثة الاعتداء، بقتل الشاب المسلم، شاهناواز قريشي. أعدم حشد من المسلمين الشقيقين أثناء محاولتهما الهرب. فاعتقلت الشرطة أحد عشر فردًا من عائلة الفتاة لقتلهم الشاب المسلم، فيما لم تتخد الشرطة، وفقًا لادعاءات السكان المحليين، أية إجراءات ضد قتلة الأخوين الهندوسيين. وفقًا لسجلات الشرطة، افتعل جوراف وساشين شجارًا مع شاهناواز بعد حادث دراجة نارية. في حين تناقلت تقارير على نطاق واسع بأن المناوشة قد بدأت عندما قام شاهناواز بمضايقة جوراف لبنت عم ساشين، فيما لم يأتِ محضر المعلومات الأولي لجريمة القتل بذكر أي حادثة تحرش جنسي أو هتك عرض. نقلت قناة تلفزيون نيودلهى المحدودة تقريرًا متناقضًا حول الفتاة التي تعرضت للضايقة المزعومة على يد شاهناواز، إذ ذكرت بأنها لم تذهب إلى كوال، ولم تعرف شخصًا يحمل اسم شهناواز قط.
ذكر محضر مقتل شاهناواز أسماء خمسة أشخاص بصفتهم مسؤولين عن مقتله، إضافة إلى اسمي الأخوين ساشين وجوراف. تشير التقارير إلى دخول سبعة رجال إلى منزل شاهناواز، وسحبهم له لخارج منزله وقتله بالسيوف والسكاكين، الأمر الذي تسبب بوفاته أثناء نقله إلى المشفى. حمّل محضرُ مقتل ساشين وجوراف مسؤولية وفاتهما إلى سبعة رجال آخرين. نجمت تلك الحادثة عن المشاجرة التي وقعت بعد تورط موجاسيم وجوراف في حادث دراجة.